# Mark Hatfield

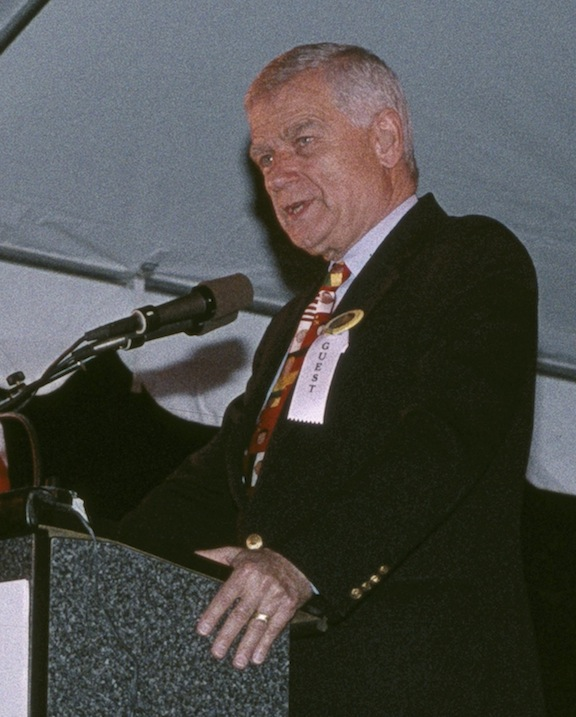
Mark Hatfield (1993)

Mark Odom Hatfield (* 12. Juli 1922 in Dallas, Polk County, Oregon; † 7. August 2011 in Portland, Oregon) war ein US-amerikanischer Politiker. Er war von 1959 bis 1967 der 29. Gouverneur von Oregon und vertrat diesen Bundesstaat von 1967 bis 1997 im US-Senat.

## Frühe Jahre und politischer Aufstieg
Mark Hatfield besuchte die High School und dann bis 1943 die Willamette University. Zwischen 1943 und 1946 gehörte er der Reserve der US-Marine an. Danach setzte er bis 1948 seine Ausbildung mit einem Studium an der Stanford University fort. Zwischen 1949 und 1956 war er Dozent für politische Wissenschaften an der Willamette University.
Hatfield ist Mitglied der Republikaner. Schon als Kind hat er sich für diese Partei eingesetzt und als Zehnjähriger im Jahr 1932 für die Wiederwahl von Herbert Hoover als US-Präsident geworben. Im September 1945 war er als junger Navy-Offizier einer der ersten amerikanischen Soldaten, die die durch den Atombombenabwurf zerstörte japanische Stadt Hiroshima besichtigten, und war seither ein ausgesprochener Gegner eines Atomkrieges. In einem Brief an den Bürgermeister von Hiroshima im Jahr 1980 erklärte er, dass diese Eindrücke einen Großteil seiner späteren legislativen und persönlichen Philosophie geformt haben. Ein Besuch im französischen Indochina bestärkte später seine ablehnende Haltung gegen den Vietnamkrieg.
Zwischen 1951 und 1955 war Hatfield Abgeordneter im Repräsentantenhaus von Oregon; zwischen 1955 und 1957 saß er im Staatssenat. Schließlich wurde er Secretary of State von Oregon. Dieses Amt hatte er zwischen 1957 und 1959 inne. Zwischen 1952 und 1968 war er regelmäßig Delegierter zur Republican National Convention. Im Jahr 1958 wurde er als Kandidat seiner Partei gegen Amtsinhaber Robert D. Holmes zum neuen Gouverneur von Oregon gewählt.

## Gouverneur von Oregon
Mark Hatfield trat sein neues Amt am 12. Januar 1959 an. Nach einer Wiederwahl im Jahr 1962 konnte er bis zum 9. Januar 1967 im Amt bleiben. In seiner Amtszeit wurden in Oregon die Steuern gesenkt und ein staatliches Programm zur Geburtenkontrolle verabschiedet. Die Todesstrafe wurde abgeschafft und die Wahlbezirke für Kongresswahlen neu eingeteilt. Damals wurde das Land auch von mehreren Erdbeben erschüttert. Ebenfalls in seiner Zeit kam es zu einigen Unruhen im Land. Grund waren Rassenfragen und der Vietnamkrieg. Im Jahr 1966 verzichtete Hatfield auf eine erneute Kandidatur. Stattdessen wurde er in den US-Senat gewählt. Daher schied er im Januar 1967 aus seinem Amt aus.
In Oregon wurden einige Einrichtungen, Gebäude und Anlagen nach ihm benannt. Dazu gehört das Mark O. Hatfield United States Courthouse, das Gerichtsgebäude in Portland, die Mark O. Hatfield Library an der Willamette University, eine Haltestelle der MAX Blue Line in Hillsboro, die Mark O. Hatfield School of Government an der Portland State University und das Hatfield Marine Science Center in Newport.

## Mitgliedschaft im US-Senat und weiterer Lebenslauf
Zwischen dem 3. Januar 1967 und dem 3. Januar 1997 vertrat Hatfield seinen Bundesstaat im US-Senat. International bekannt wurde er, als er im Jahr 1970 gemeinsam mit George McGovern einen Gesetzesentwurf vorlegte, der vorsah, keine weiteren Geldmittel mehr für den Vietnamkrieg zu bewilligen. Dieses McGovern-Hatfield-Amendment wurde zwar mit 55 zu 39 Stimmen abgelehnt, zeigte jedoch den wachsenden Unmut über die Fortdauer des Krieges.
Im Senat war er zeitweise Vorsitzender des Haushaltsausschusses. Diese Position erlaubte es ihm auch, einige Bundesgelder für Projekte in Oregon zu sichern. Im Senat trat er auch für ein Ende der amerikanischen Atomversuche ein. Nach dem Ende seiner Karriere im Kongress widmete sich Hatfield trotz seines inzwischen hohen Alters wieder seiner Professorentätigkeit. Er hielt weiterhin Vorträge auf dem Gebiet der politischen Wissenschaften und der Geschichte. Mark Hatfield war mit Antoinette Kuzmanich verheiratet, mit der er vier Kinder hatte.
Mark Hatfield war ein engagierter baptistischer Christ und sah den wachsenden Einfluss von Pat Robertson in der Republikanischen Partei als ein „Überranntwerden“ durch konvertierte Konföderierte. Er war führendes Mitglied in dem protestantischen Netzwerk The Family sowie in der evangelikalen Hilfsorganisation World Vision (seit 1973 im Direktorium).